# Montes Lusacios
Los montes Lusacios (en checo: Lužické hory; en alemán: Lausitzer Gebirge; en polaco: Góry Łużyckie) son una cadena montañosa de los Sudetes Occidentales en la frontera sureste de Alemania con la República Checa. Son una continuación de los Montes Metálicos al oeste del valle del Elba. Las montañas de la parte norte, alemana, se llaman las montañas de Zittau.

## Geografía

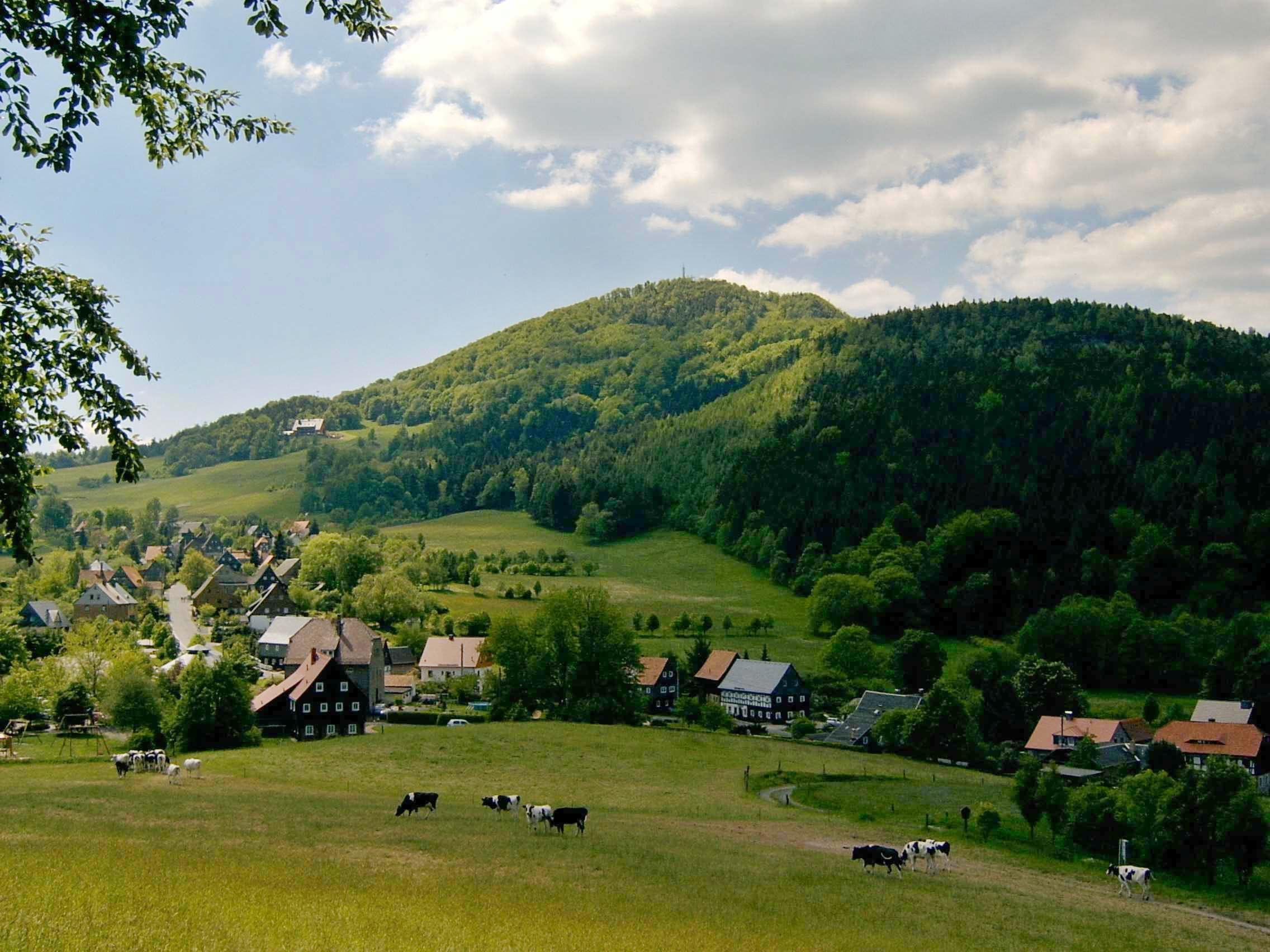
El Lausche, visto desde el norte

La cordillera se encuentra entre las extensiones más occidentales de los Sudetes, que se extienden a lo largo de la frontera entre la histórica región de Silesia en el norte y Bohemia y Moravia en el sur hasta la Puerta Morava en el este, donde se unen con los Cárpatos. Las estribaciones del noroeste de los montes Lusacios se llaman las tierras altas de Lusacia ; en el suroeste, la cordillera limita con las montañas České Středohoří.
La cordillera está compuesta en gran parte por rocas sedimentarias de arenisca que se apoyan en un zócalo cristalino precámbrico. La cordillera norte está marcada por la falla de Lusacia, una zona de perturbación geológica que separa las areniscas de Bohemia de la granodiorita de Lusacia. Durante el Terciario, las corrientes de magma volcánico rompieron la capa de arenisca y se solidificaron en basalto y fonolita. Varias áreas de contacto de arenisca también se endurecieron en columnas y distintas formaciones rocosas.

## Montañas y colinas

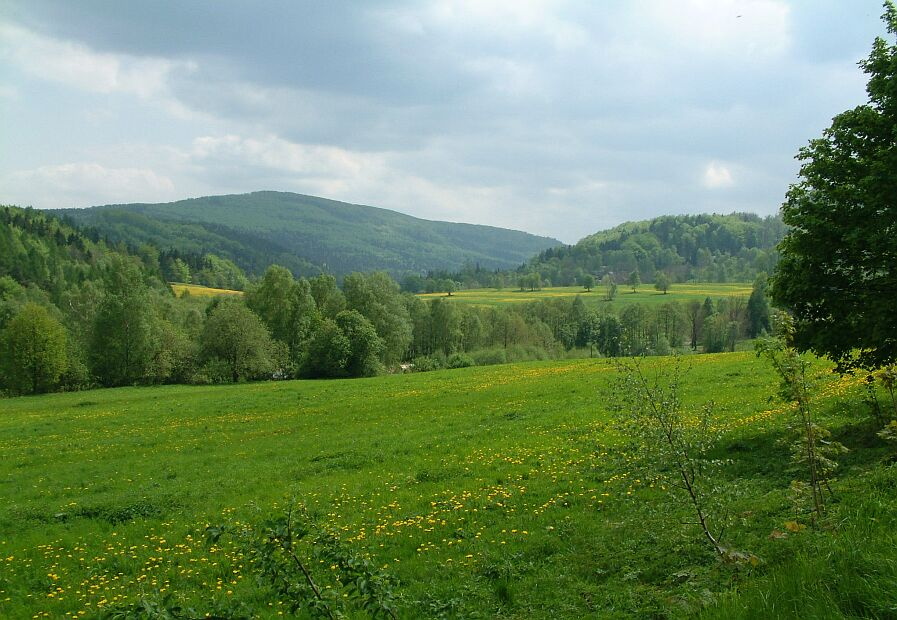
Pěnkavčí vrch

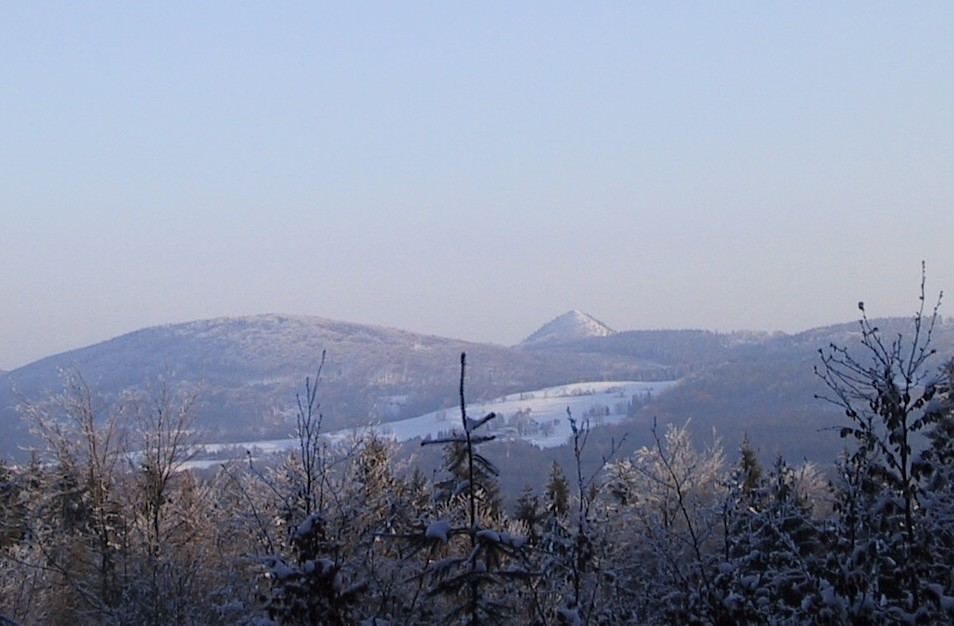
Vista de Klíč en invierno

El pico más alto es el Lausche (793 m). Otros picos notables incluyen el Pěnkavčí vrch (792 m), Jedlová (774 m), Klíč (760 m), Hochwald (750 m) y Studenec (736 m).
- Lausche (Luz), 793 m
- Pěnkavčí vrch (Finkenkoppe), 792 m
- Jedlová (Tannenberg), 774 m
- Klíč (Kleis), 760 m
- Hochwald (Hvozd), 750 m
- Studenec (Kaltenberg), 736 m
- Stožec (Grosser Schöber), 665 m
- Jezevčí vrch (Limberg), 665 m
- Malý Stožec (Kleiner Schöber ) 659 m
- Zlatý vrch (Goldberg), 657 m
- Chřibskývrch (Himpelberg), 621 m
- Jánské kameny (Johannisstein), 604 m
- Střední vrch (Mittenberg), 593 m
- Sokol (Falkenberg), 592 m
- Topfer, 582 m
- Popova skála (Pfaffenstein), 565 m
- Ortel (Ortelsberg), 554 m
- Zámecký vrch (Schlossberg), 530 m
- Oybin, 514 m

## Protección
La parte checa de los montes Lusacios es una reserva natural desde 1976, con una superficie de 264 km   . Administrativamente se conoce como el Área de Paisaje Protegido de los Montes Lusacios (CHKO Lužické hory) y tiene el estatus de CHKO, un llamado parque paisajístico. La parte alemana más pequeña de las montañas también se convirtió en una protección de la naturaleza en 2008, cuando se estableció el Parque Natural de la Montaña Zittau, con el efecto de que toda la cordillera de los montes Lusacios están bajo algún tipo de protección de su entorno natural.